# Mohammed al-Awwad
Mohammed Abdul-Hamid al-Awwad (c. 1958, Damasco – 16 de enero de 2012, Damasco) fue un alto oficial del Ejército Sirio, con el rango de general de brigada.

## Asesinato
El coche de Al-Awwad fue emboscado cuando se dirigía a la unidad que comandaba en la regiónde Ghouta Oriental, en Damasco Rural. El conductor testificó que un taxi había pasado su coche, mientras cuatro hombres armados le disparaban a Al-Awwad en la cabeza. Era de la zona rural de Damasco.